# Wang Jian
Wang Jian (China, 1961 — França, 4 de julho de 2018) foi um empresário chinês presidente e co-fundador do conglomerado HNA.
Em maio de 2017, tornou-se o primeiro acionista do banco alemão Deutsche Bank, com 9,9 por cento das ações. Em outubro de 2016, o conglomerado já havia anunciado a aquisição de um quarto do capital dos hotéis Hilton, a 6,25 bilhões de dólares.
Morreu em 4 de julho em uma queda acidental em uma igreja na vial de Bonnieux, na França.